# ژاک-ادم دومون
ژاک-اِدم دومون (به فرانسوی: Jacques-Edme Dumont) (۱۰ آوریل ۱۷۶۱ – ۲۱ فوریهٔ ۱۸۴۴) مجسمه‌ساز اهل فرانسه بود.

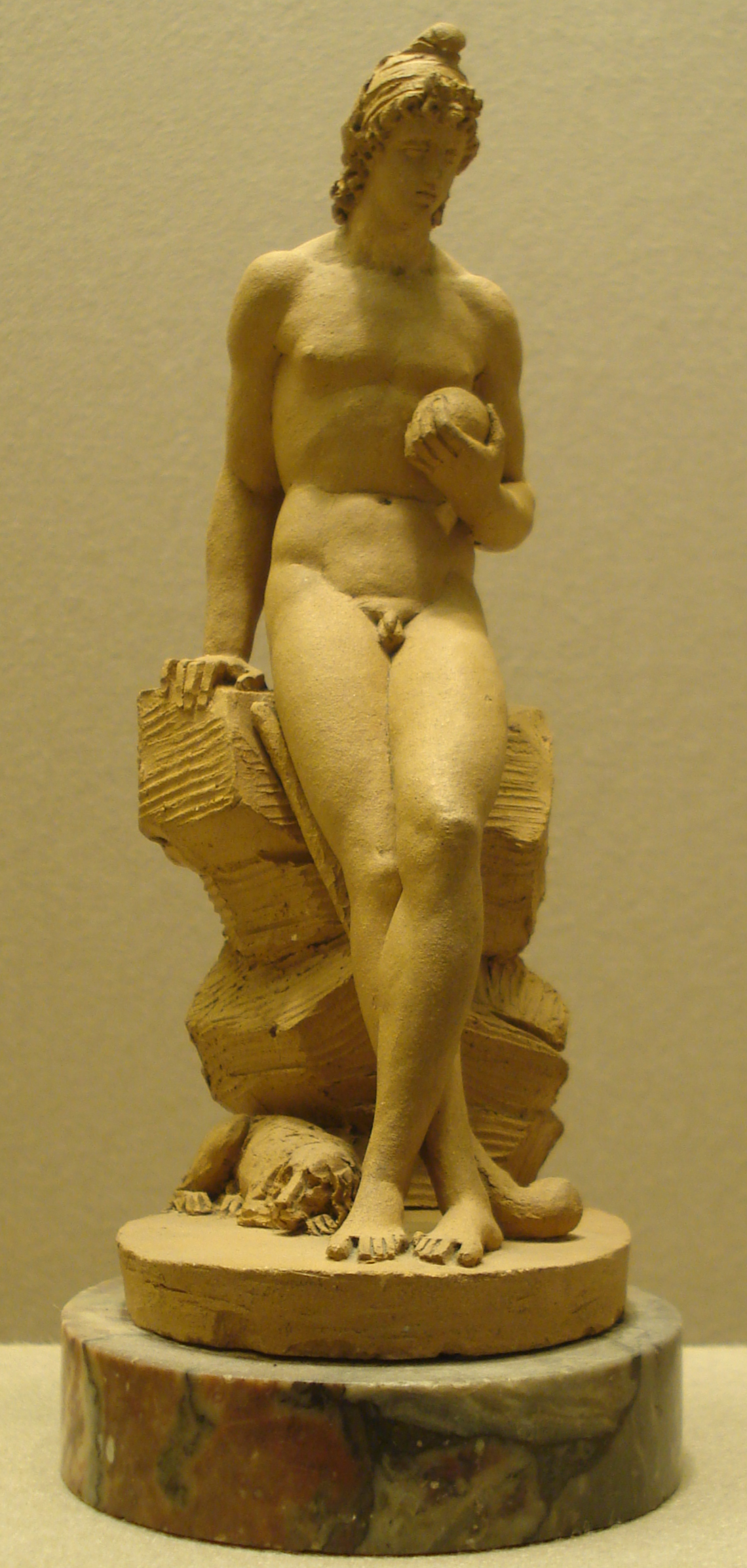
تندیسکِ پاریس، اثرِ ژاک-اِدم دومون، حدود ۱۷۹۵.

او در سال ۱۷۸۸ برندهٔ جایزه بزرگ رم شد.
پدر و پدربزرگ و جد او نیز مجسمه‌ساز بودند. ژاک-اِدم دومون پدرِ اوگوستَن-اَلِگزاندر دومون، مجسمه‌ساز، و ژَن-لوئیز دومون معروف به لوئیز فَرانک، آهنگساز و نوازندهٔ پیانو، بود.